# 神鬼通牒
《神鬼通牒》（英語：The Bourne Ultimatum）是勞勃·勒德倫的神鬼認證三部曲最後一部作品，傑森·包恩－勒德倫筆下的家喻戶曉的英雄，要再度面對他人生的宿敵－「豺狼」卡洛斯。雖然勒德倫寫下這本書後就將神鬼系列做了完結，但勒德倫死後，替神鬼系列做了續集，第四部名稱為《神鬼傳承》，台灣在2007年12月24日出版。
《神鬼通牒》也於2007年搬上了大銀幕，《神鬼認證：最後通牒》同樣是根據同名小說《神鬼通牒》，由保羅·葛林葛瑞斯執導，麥特·戴蒙主演，在美國於2007年8月3日上映，而台灣則於2007年8月10日上映。

## 劇情

### 前言
隨著年齡的增長，大衛·韋伯也已經是知命之年的年紀，但是心智人格上分裂的兩種人格，語言學教授大衛·韋伯，以及頂尖殺手傑森·包恩，依舊折磨著韋伯的心智，同樣已經要邁入耳順之年的豺狼卡洛斯，決心要殺掉包恩證實自己才是世界第一殺手，於是兩大殺手之間的最後對決，已經是蓄勢待發，必須是終結一切的時候，只有斬除掉為了豺狼而活的包恩人格，大衛·韋伯才能與妻小無憂無慮的生活下去。
發生在巴爾的摩遊樂園的槍擊案，暗示著韋伯好友康克林及潘諾夫的檔案已經遭到曝光，卡洛斯繼續使用「巴黎老叟」軍團，確認了包恩的好友身分。大衛為了避免妻子瑪莉以及兩個年幼孩子遭受危險，將他們送至加勒比海上，瑪莉弟弟強尼·聖雅各的渡假村當中。包恩則是與好友康克林合作，逼迫豺狼出面面對傑森·包恩！

### 加勒比海靜謐島
包恩為了找出卡洛斯，與康克林採取亂槍打鳥的方式，試圖找出當年梅杜莎時期的人物，其中包括了聯合參謀總長、北大西洋公約組織的官員各個高階官位的人員，威脅他們要揭發當年梅杜莎時期的所作所為，目的是為了要逼迫梅杜莎組織找卡洛斯來解決放話者。不過卡洛斯則是透過手下，得知包恩的妻小已經前往加勒比海，於是，卡洛斯派出自己的老人手下假扮為法國抗戰英雄前往加勒比海度假，並且在當地下手殺掉包恩的妻兒，此時一名老法官，也是透漏包恩妻小資訊的線人，陰錯陽差的也前去加勒比海度假，法國英雄與老法官彼此之間的化名有著一字之差，於是使的假扮的法國英雄起了疑心，他發覺卡洛斯打算再殺了包恩的妻小之後，再殺掉了自己的手下，於是假冒的法國英雄在喪妻地悲痛之下，決定倒戈不願在服從於卡洛斯之下，他反過來救了包恩的妻子與小孩，另一方面，包恩在得知好友康克林告訴他的資訊後，前往了加勒比海靜謐島，因為豺狼卡洛斯將會抵達靜謐島上，兩個殺手的第一次交鋒在此展開。
卡洛斯的神出鬼沒使的包恩只能透過手下人員努力搜索，當包恩最後看到卡洛斯時，卡洛斯已經不是十三年前他在紐約絆腳石大樓看到的那一張臉，而是一張老化的臉，但更令包恩震驚的是，卡洛斯留下的最後一句話是「前來巴黎，還是緬因州的小學院，韋伯教授！」，卡洛斯已經查出了包恩的真實身分。

### 巴黎
為了找出豺狼，包恩則是透過康克林的安排到達了巴黎，並且與康克林的軍情局好友一同合作，但是另一方面，瑪莉在得知了大衛獨自前去巴黎之後，也自行前往法國馬賽再轉至巴黎。至於美國方面，新一帶梅杜莎在曝光的威脅之下，僱來了黑手黨的殺手打算解決潘諾夫、康克林以及包恩，康克林則是與中情局長彼得·霍朗一同合作，最後逐漸找出了梅杜莎的陰謀。在巴黎的包恩，則是逐漸接近卡洛斯的龍潭虎穴，他透過了一個唯一能夠直接聯絡卡洛斯的酒保，找到了一隻聯絡卡洛斯的電話號碼，但是到頭來才發覺仍是一場空，不過小有收穫的是，包恩找到了卡洛斯的聯絡人，並且進一步透過聯絡人引導卡洛斯前往莫斯科。包恩也與瑪莉會合，之後也與康克林及潘諾夫會合，包恩與康克林將會與一名KGB探員狄米崔·克魯金合作，後來包恩將瑪莉送回美國之後，也與康克林及克魯金前往莫斯科。

### 莫斯科
在與克魯金的合作之下，包恩發現了梅杜莎其中一員已經與豺狼會合，此外在KGB的總部裡面，也有一名遭到豺狼收買的老將軍，卡洛斯為了要宣揚自己的革命理念，將他收買的爪牙全部集合，不過他並未表明身分，更讓他氣憤的是沒人相信他，於是崩潰的豺狼大開殺戒，將自己的爪牙全部殺死，同時他也從克魯金的幹員中得知包恩的所在位置，兩大殺手第三度的交鋒展開，最後卡洛斯負傷逃入一座兵工廠，包恩尾隨在後，第四度的交鋒中，包恩讓卡洛斯逃掉了，後來包恩得知卡洛斯的下一個目標正是諾夫哥羅德，於是放出假消息宣稱傑森·包恩已經於莫斯科被炸死，再克魯金的安排下前往諾夫哥羅德與另一名KGB幹員會面。

### 諾夫哥羅德
包恩抵達諾夫哥羅德後，與當地一名資深幹員會面，他名為班傑明，是一名讀過加州大學的俄國人，最後兩人嚴密的檢查諾夫哥羅德的各個城鎮，而卡洛斯則是透過諾夫哥羅德老朋友的幫忙，前入了諾夫哥羅德境內，為了摧毀諾夫哥羅德，卡洛斯駕駛油罐車並且在街道上灑汽油，後來卡洛斯成功破壞了多個城鎮，並且製造了大動亂，包恩則是一路尾隨卡洛斯駕駛的油罐車再度與豺狼正面交鋒，最後兩人都身負重傷，不過卡洛斯在逃走時則是被KGB幹員班傑明所解決，包恩成功與KGB聯手殺掉了卡洛斯。

### 終曲
現在，豺狼卡洛斯已經在諾夫哥羅德死亡，傑森·包恩也早就於莫斯科身亡，卡洛斯的死也代表著傑森·包恩得要消失，最後，大衛·韋伯則是在長久以來的壓力之下，放聲大哭，幾近崩潰的宣洩自己的情緒，因為沒人知道一個腦袋中裝著兩種人生是何種痛苦的感受。